# Periodo pretalayótico en Menorca

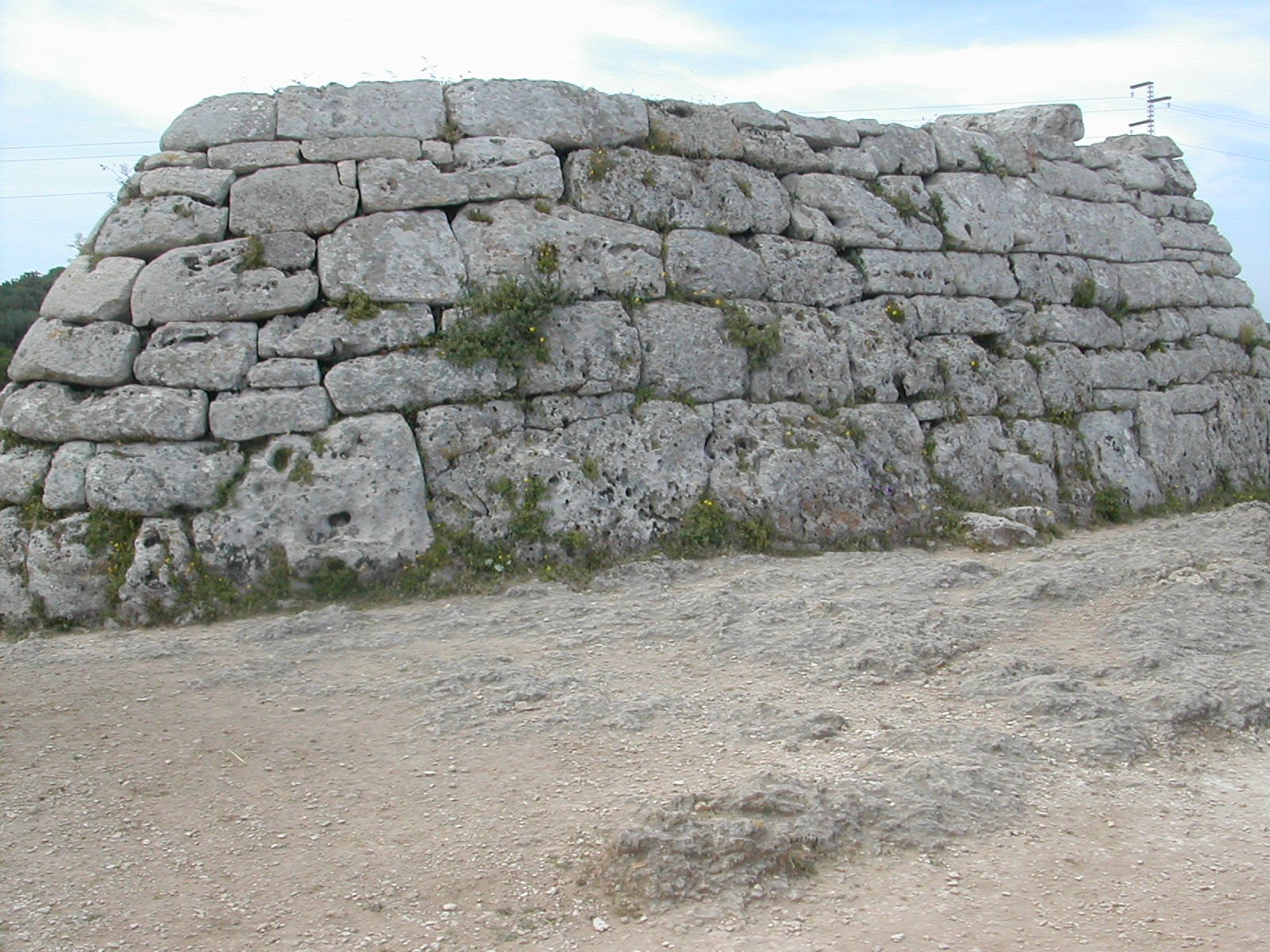
Naveta des Tudons (Ciudadela)

El periodo pretalayótico en Menorca es la etapa comprendida entre la llegada a la isla de los primeros seres humanos y la aparición de la cultura talayótica. No constituye un período homogéneo desde ningún punto de vista, ya que en esta etapa encontramos varios tipos de tradiciones  cerámicas, arquitectónicas y funerarias.
El investigador Luis Plantalamor, vinculado al Museo de Menorca, ha propuesto un esquema cronológico para explicar este periodo de la prehistoria menorquina, dividiéndolo en pretalayótico I y pretalayótico II.

## Pretalayótico I
El pretalayótico I es el periodo comprendido entre 2500 a. C. y 1700 a. C. Las comunidades que habitan la isla durante esta fase presentan rasgos culturales propios de la edad de bronce (calcolítico - bronce inicial). Según Plantalamor, esta etapa se caracteriza, en Menorca, por la presencia de dos grupos que tendrían una base cultural común pero economías diferenciadas: mientras que en la parte occidental de la isla, la banda de Ciudadela, serían  agricultores (como Mallorca), en la parte oriental de la isla, la parte de Mahón, serían  ganaderos.
Las diferencias también se dan en los hábitats y enterramientos. En la parte occidental, se dan hábitats en agrupaciones de navetas de habitación y los enterramientos son en  hipogeos de planta alargada, mientras que en la parte oriental se dan hábitats en construcciones de piedra, en general más pequeñas, con elementos vegetales, y los enterramientos son sepulcros megalíticos o dólmenes de entrada de losa perforada.
En ambos casos, se trata de sociedades sedentarias, nada jerarquizadas (ausencia de arquitectura monumental o bienes de prestigio), basada en la economía productiva, y pacífica (ausencia de armamento). Las creencias religiosas ya son bastante elaboradas.
Es una sociedad que tiene contactos con el exterior (como se puede observar por la presencia de megalitismo, un elemento común en todo el arco mediterráneo), sobre todo con el sur de Francia.

### Estructuras características del pretalayótico I

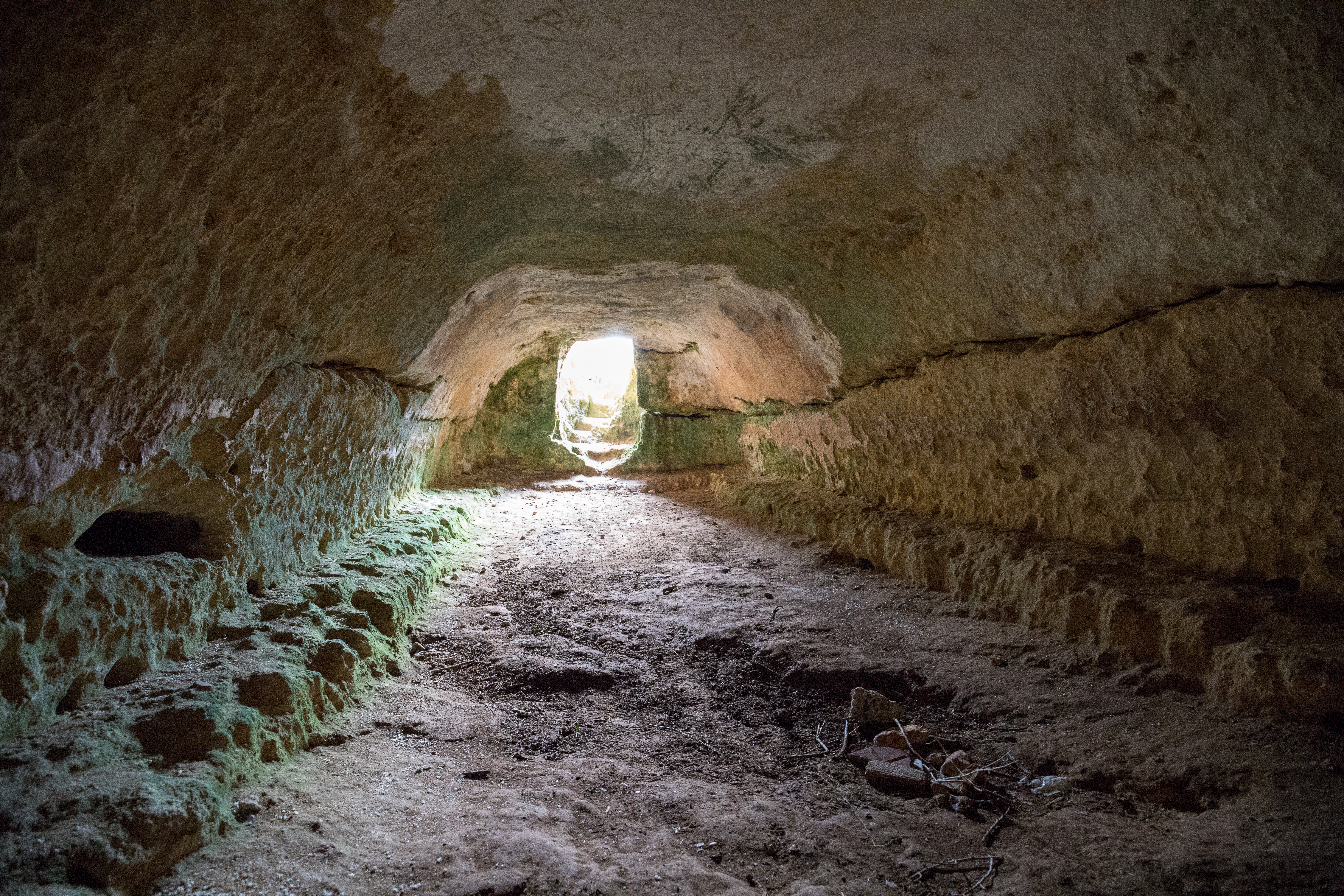
Interior del hipogeo de Torre del Ram (Ciudadela)

#### Hipogeos
Sepulcros subterráneos excavados en cavidades naturales o artificiales abiertas a la roca caliza. Presentan planta rectangular u ovalada, a la que se accede por un corredor inclinado o una especie de chimenea. La cámara suele presentar elementos diversos como bancos, cámaras laterales o absidiales, nichos, fosa central, etc., y tanto ésta como el corredor estarían cerrados con losas encajadas. Tenemos ejemplos de este tipo de sepulcros en Son Mercer de Dalt, Torre del Ram, Son Vivó, Son Catlar, Parella, S'Hostal o Montefí.

#### Navetas de habitación
También conocidas con el nombre de  naviformes  (recuerdan el casco boca abajo de un barco), constituyen habitáculos (en su interior, se han encontrado hogueras y restos de comida) de planta en forma de herradura alargada, de veces ligeramente "estrangulada" en la entrada. Sus paredes, de doble paramento con el espacio intermedio relleno con tierra y piedras pequeñas, se alzan sobre una base formada por un zócalo de grandes bloques que apoyan en la roca. Por encima esta base, se disponen hiladas de piedras más pequeñas, que van cerrando el espacio mediante la aproximación de hiladas. Hay buenos ejemplos de estas navetas de habitación en Clariana, cala Blanca, Cala Morell, Son Mercer de Baix, Santa Mònica o Sant Jordi.

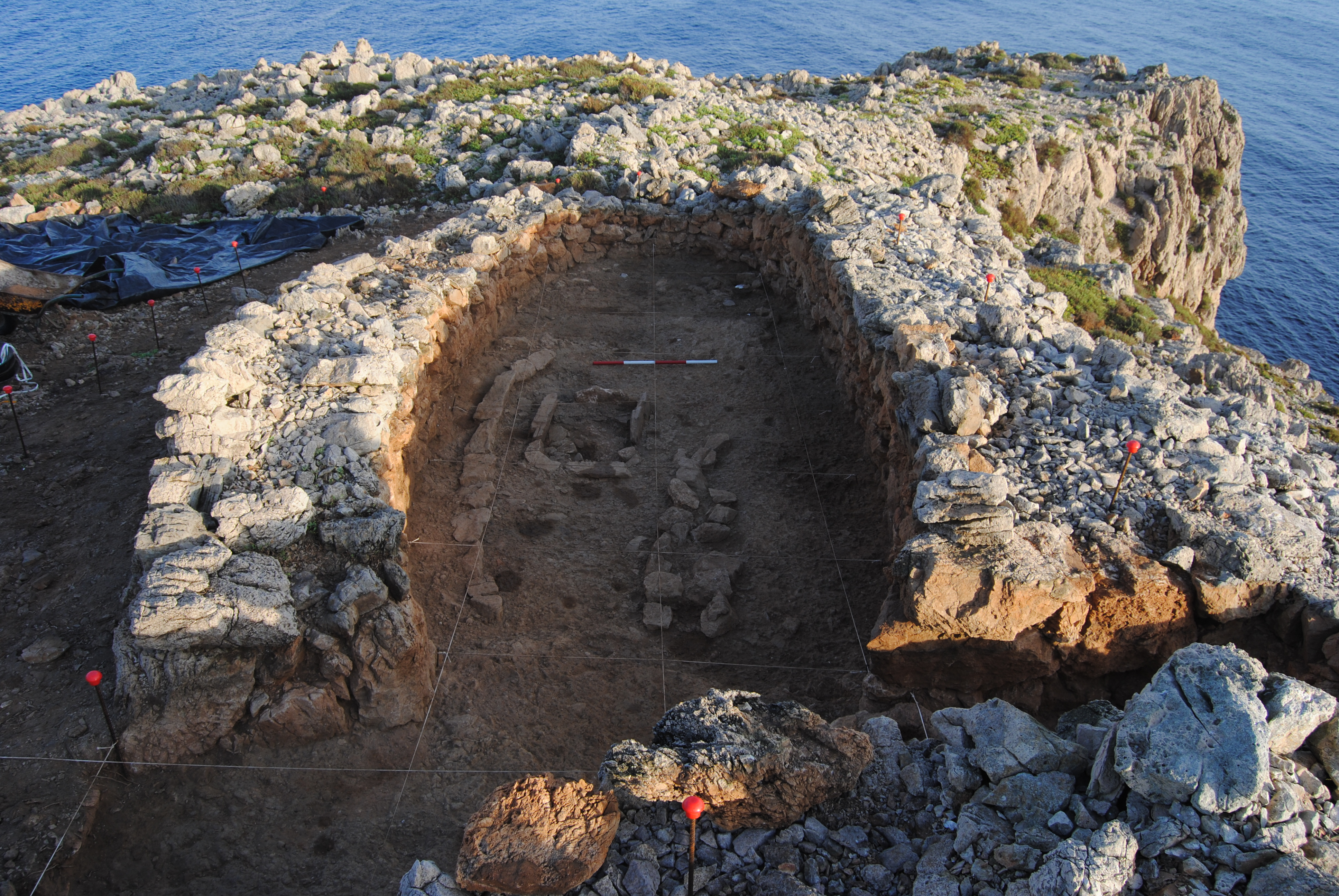
Naveta de habitació des Coll de Cala Morell (Ciudadela)

#### Cuevas con fachada megalítica
Tenemos ejemplos en la necrópolis de cala Morell, Biniai nou o Sant Tomàs.

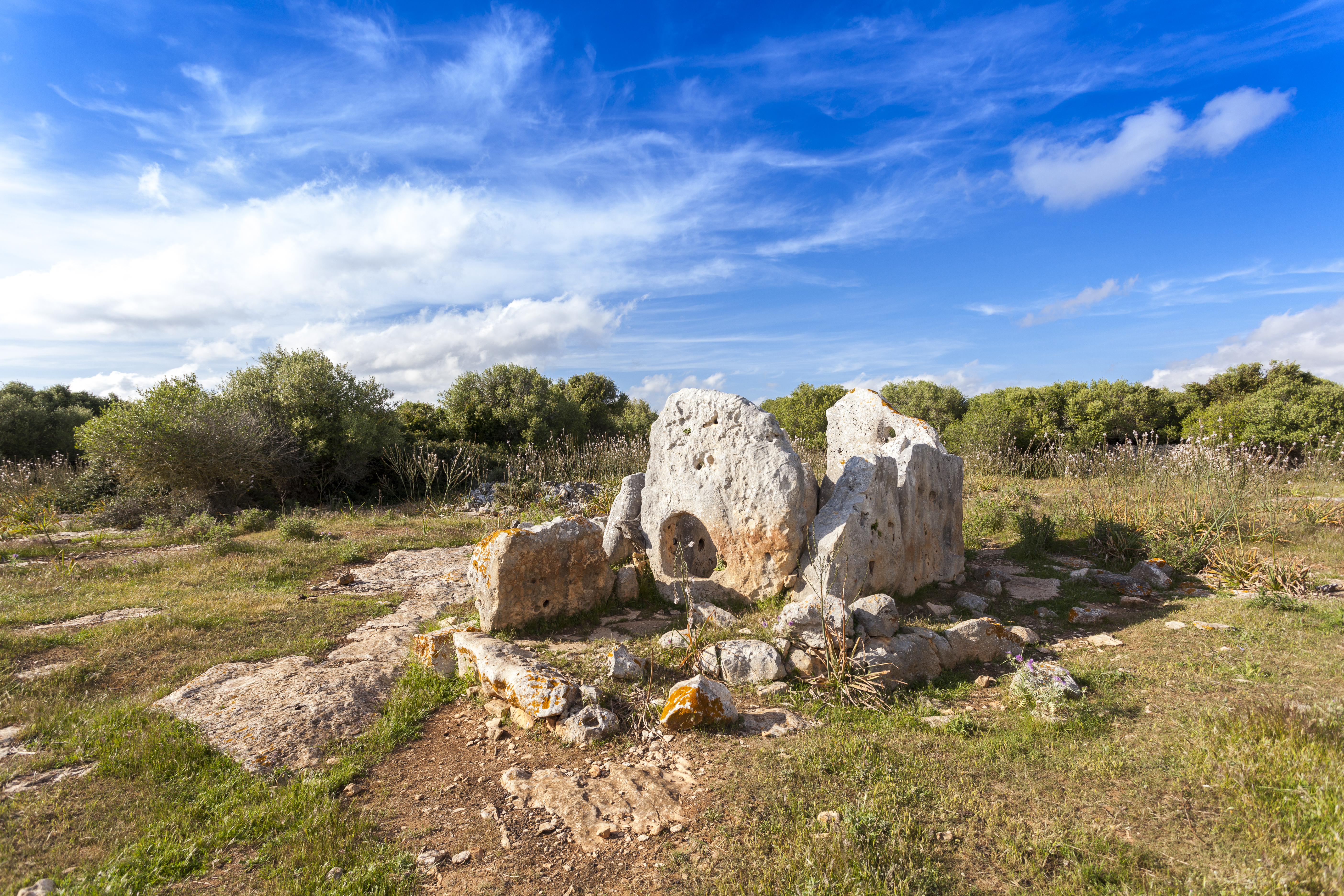
Sepulcro de Ses Roques Llises (Alayor)

#### Dólmeneso sepulcros megalíticos
El megalito propiamente dicho está formado -normalmente- por una cámara rectangular con paredes de losas colocadas verticalmente, entre las que se encuentra una de perforada que daría acceso al interior y, en algún caso (sólo se conocen cuatro sepulcros ), por un corredor más estrecho situado en frente de este tipo de puerta. Las losas -sean de la cámara o del Corredor- no apoyan nunca en ningún surco hecho en la roca madre y, alrededor de éstas, se ve una especie de túmulo -mal conservado-, constituido por una pared de contención, de losas colocadas horizontalmente o de bloques desbastados, y una cierta cantidad de relleno dispuesto entre ésta y el megalito. En cuanto a la cubierta de la cámara, y quizá también a la del corredor (en aquellos casos en que se ha documentado la existencia de este), parece que estaría hecha a base de losas en horizontal. En Menorca se conocen, entre otros, los siguientes sepulcros megalíticos: Montpler, Alcaidús (también conocido como Tanques de Montpler), Binidalinet, Ses Roques Llises, Son Ferragut Nou, Son Ermità, Sant Ignasi, Son Salomó, Son Escudero, Rafal des Capità.

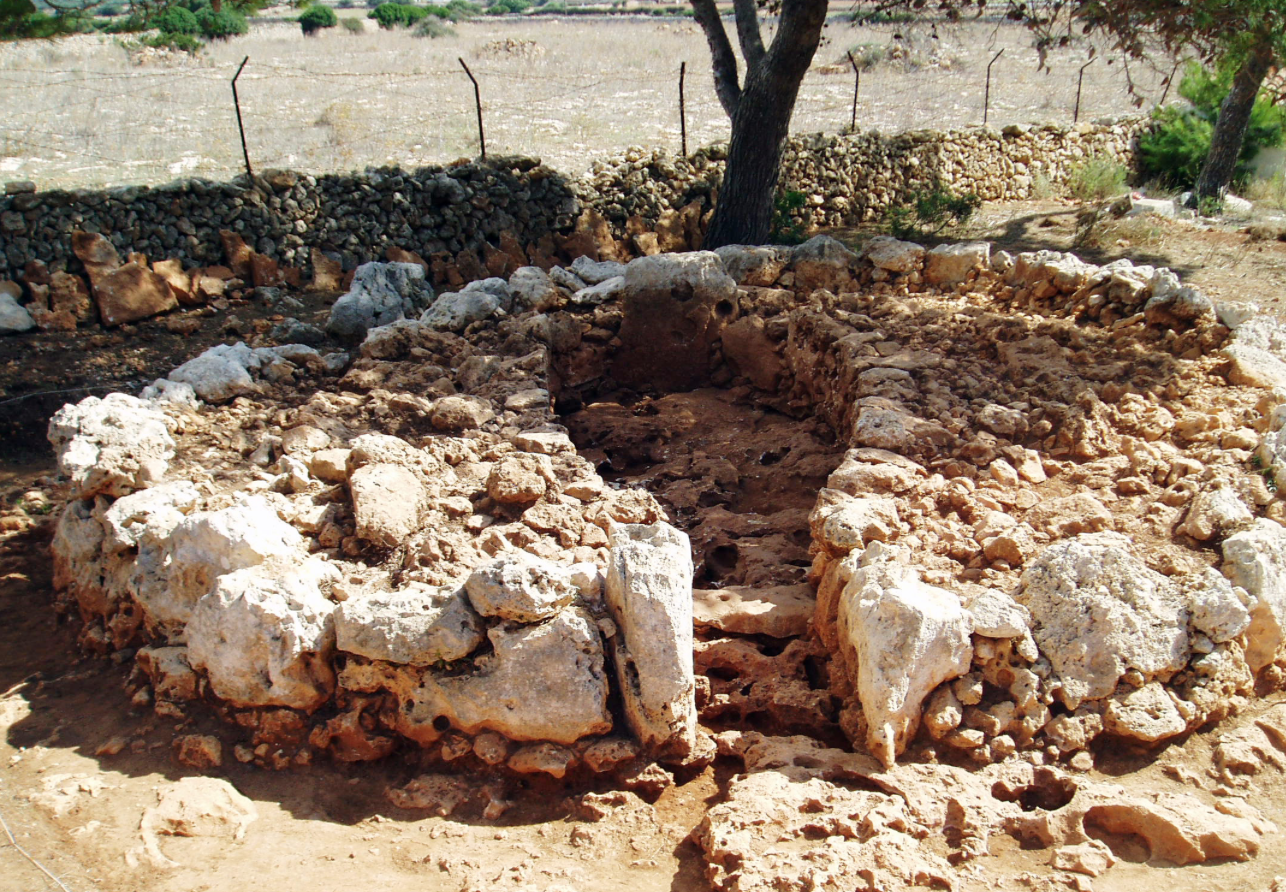
Sepulcro de triple paramento de Son Olivaret (Ciudadela)

Evolución de estos dólmenes o sepulcros megalíticos  tenemos los sepulcros de triple paramento como el de Son Olivaret o el paradolmen de Ses Arenes de Baix.

## Pretalayótico II
En la segunda fase de pretalayótico, el pretalayótico II (del 1700 al 1200 aC), los testigos ya son bastante abundantes. Se trata de una continuación y perfeccionamiento de los rasgos culturales que se encuentran en la etapa anterior. Aparece la técnica ciclópea con la construcción de navetas: los sepulcros megalíticos de la etapa anterior van evolucionando hasta dar lugar a las  navetas de enterramiento, un tipo de edificio exclusivo de Menorca.

### Estructuras características del pretalaiyótico II

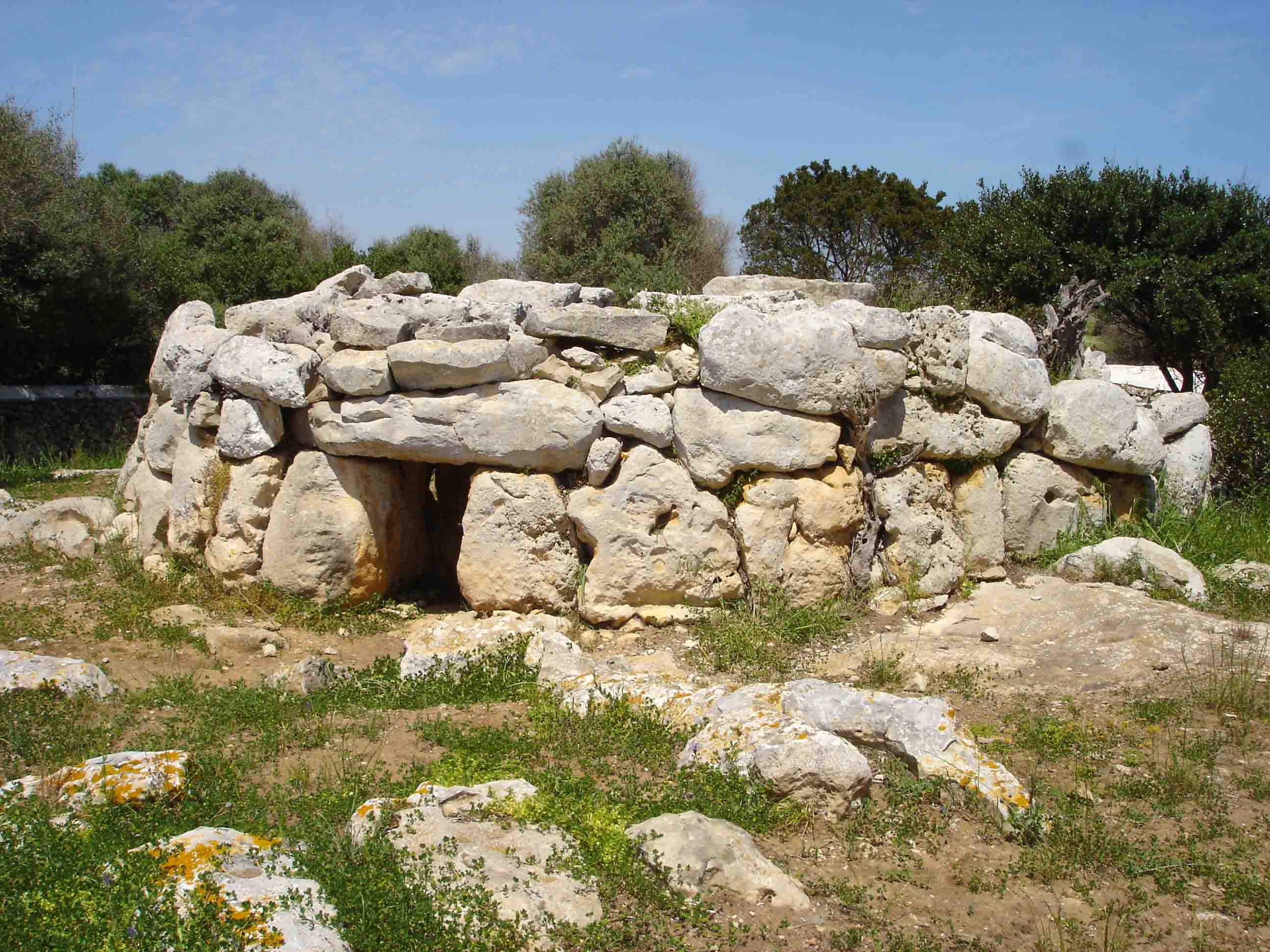
Naveta oriental de Biniac-L'Argentina (Alayor)

#### Navetas de tipo intermedio
Son edificios derivados del sepulcro megalítico, cuyo conservan la estructura (corredor, losa perforada, cámara rectangular, muro de contención con relleno de piedras). Presentan una clara separación entre el corredor y la cámara, una cubierta de grandes losas planas horizontales y, incluso, a veces, una losa perforada que da acceso a la cámara principal. La puerta en el exterior de este tipo de tumba suele estar formada por jambas monolíticos o polilítica y un dintel ciclópea, y en el interior podemos encontrar bancos corridos y un piso superior, al que se accede mediante una especie de chimenea que se encuentra al final del corredor. Las más significativas son: Biniac-Argentina occidental, Biniac-Argentina oriental y Torralbet.

#### Navetas evolucionadas

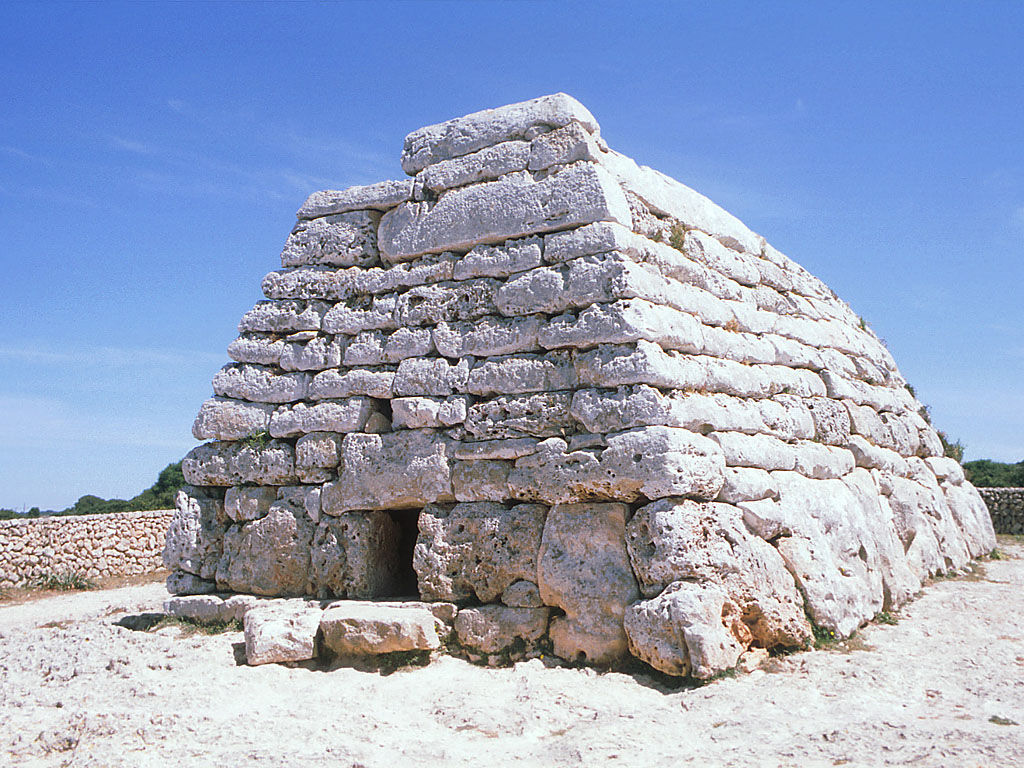
Naveta de Es Tudons (Ciudadela)

Sin corredor ni muros de contención y con planta alargada. Probablemente, algo posteriores a las "de tipo intermedio". Presentan una cubierta de losas transversales, una losa perforada entre el corredor y el cuarto, un doble paramento de bloques con pedruscos de relleno y, a veces, una cámara superior. Las mejor conservados son: Rafal Rubí meridional, Rafal Rubí oriental y Es Tudons.